# City Transformer CT1
City Transformer CT1 – elektryczny mikrosamochód, który ma być produkowany pod izraelską marką City Transformer od 2025 roku.

## Historia i opis modelu

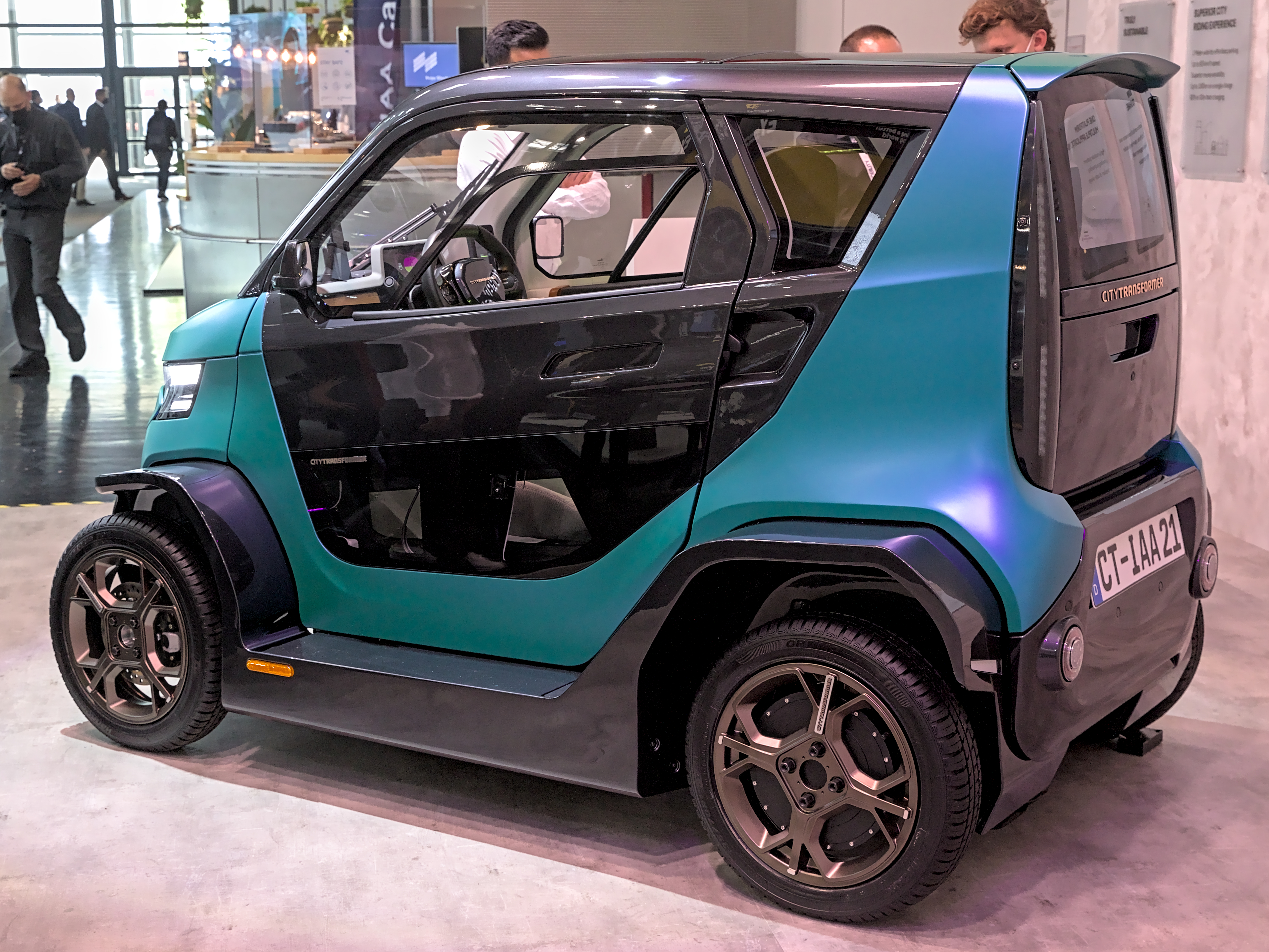
City Transformer CT1 – tył

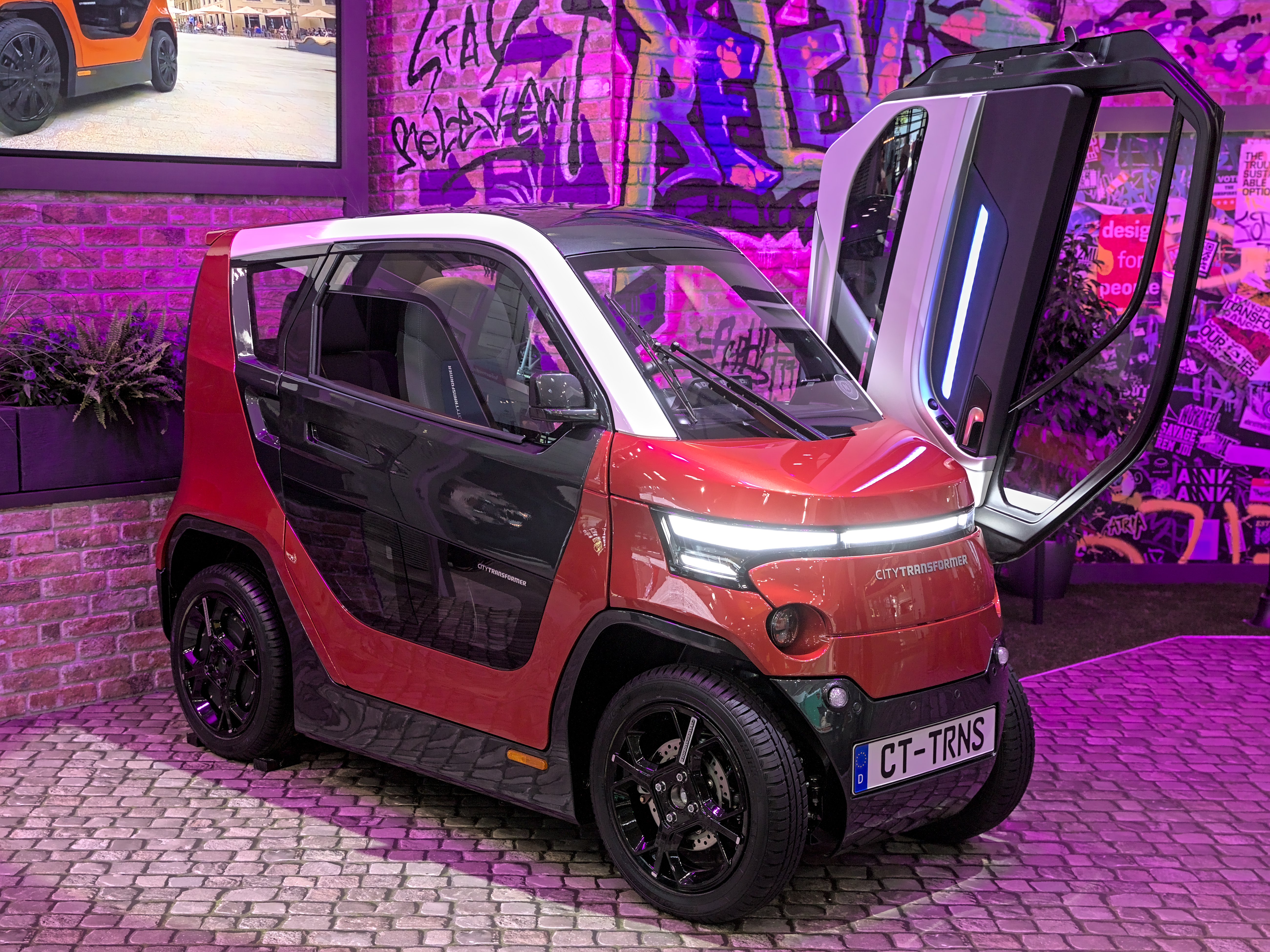
City Transformer CT1 – zsunięte koła

Proces rozwojowy koncepcji elektrycznego mikrosamochodu trwał 7 lat, za cel wyznaczając opracowanie niewielkiego, zwrotnego i łatwego w parkowaniu pojazdu o zmiennej szerokości nadwozia. Pierwszym efektem prac był przedprodukcyjny prototyp, który City Transformer przedstawił w lipcu 2018 roku w Izraelu. 3 lata później, startup przedstawił finalny pojazd w postaci produkcyjnego City Transformer CT1.
Wyróżniając się wąskim, dwubryłowym nadwoziem z uchylanymi do góry drzwiami, wymiary CT1 dostosowane zostały do jak najwygodniejszego poruszania się po zatłoczonych miejskich arteriach. Ponadto, niewielka szerokość nadwozia ma pozwalać na znacznie wygodniejsze parkowanie niż w przypadku klasycznego samochodu osobowego - według deklaracji producenta, na jednym miejscu parkingowym mogą zmieścić się 4 egzemplarze elektrycznego mikrosamochodu.
Rozwiązanie, które wyróżnia mikrosamochód firmy City Transformer, to system zmiennej szerokości rozstawu kół. W zależności od warunków panujących w mieście i potrzeb związanych z parkowaniem, CT1 może zsunąć lub rozsunąć przednią i tylną oś w zakresie 400 mm, zwiększając szerokość pojazdu z 1000 mm do 1400 mm. To dzięki temu systemowi pojazd ma w znacznym stopniu ułatwiać parkowanie w warunkach miejskich.

### Sprzedaż
Izraelski startup City Transformer planuje rozpocząć produkcję swojego mikrosamochodu w 2022 roku, z rozpoczęciem dostaw pierwszych egzemplarzu do klientów pierwotnie zakładanym na przełomie 2022 i 2023 roku, by ostatecznie ulegając opóźnieniu o kolejne 2 lata na przełom 2024 i 2025 roku. Cena pojazdu ma wynosić ok. 12 500 euro w najtanszym wariancie, ze sprzedażą obejmującą zarówno Izrael, jak i Europę Zachodnią.

### Dane techniczne
City Transformer CT1 to samochód elektryczny, który dzięki baterii o pojemności 14 kWh może przejechać na jednym ładowaniu w zależności od trybu jazdu między 100 do 150 kilometrów na jednym ładowaniu. Maksymalna prędkość pojazdu ulega zmianie w zależności od rozstawu kół - w węższym ustawieniu pojazd może poruszać się do 40 km/h, a w szerszm ponad dwukrotnie szybciej, do 90 km/h.